# Habropoda rowlandi
Habropoda rowlandi är en biart som först beskrevs av Meade-waldo 1914.  Habropoda rowlandi ingår i släktet Habropoda och familjen långtungebin. Inga underarter finns listade i Catalogue of Life.